# مدل سه‌عاملی فاما-فرنچ
مدل سه‌عاملی فاما-فرنچ ([Fama–French three-factor model] Error: {{Lang-xx}}: متن دارای نشانه‌گذاری ایتالیک است (راهنما)) در قیمت گذاری دارایی و مدیریت سبد سرمایه گذاری، مدلی است که توسط یوجین فاما و کِنِت فرنچ، به منظور تشریح بازده سهام طراحی شده‌است. فاما و فرنچ، استادهای دانشکده اقتصاد دانشگاه شیکاگوبوث بوده اند، که فاما هنوز هم مقیم آنجاست.
مدل سنتی قیمت گذاری دارایی ها، که به عنوان مدل قیمت‌گذاری دارایی‌های سرمایه‌ای (CAPM) شناخته می‌شود، تنها از یک متغیر به منظور تشریح بازده سبد سهام یا تک سهم، استفاده می‌کند و آن بازده کل بازار است. در مقابل، مدل فاما-فرنچ از سه متغیر استفاده می‌کند. فاما و فرنچ در ابتدا مشاهده کردند که در قیمت گذاری، در نظر گرفتن دو کلاس از سهام، بهتر از در نظر گرفتن کل بازار است: (i) سهام با سرمایه کمتر و (ii) سهام با نسبت قیمت به ارزش دفتری (P/B) کمتر که عموماً سهام ارزشی نامیده می‌شوند (در مقابل سهام رشدی). آن دو سپس، برای منعکس کردن ریسکی که پرتفو در معرض آن است، دو عامل را به CAPM افزودند:
{\displaystyle r=R_{f}+\beta _{3}(K_{m}-R_{f})+b_{s}\cdot {\mathit {SMB}}+b_{v}\cdot {\mathit {HML}}+\alpha }
در اینجا، r نرخ بازده مورد انتظار پرتفو، Rf نرخ بازده بدون ریسک و Km بازده پرتفوی بازار است. βی سه‌عاملی، مشابه همان β کلاسیکی است اما با آن برابر نیست، زیرا الان دو عامل اضافه هم وجود دارد. SMB مخفف Small Minus Big و HML مخفف High Minus Low است؛ که این دو به ترتیب، بازده تاریخی مازاد سهام با سرمایه کم نسبت با سرمایهٔ زیاد، و بازده مازاد سهام ارزشی نسبت به سهام رشدی را اندازه گیری می‌کنند. این عوامل، با ترکیب پرتفوهایی متشکل از سهام رتبه بندی شده (رتبه بندی B/M و رتبه بندی سرمایه) و داده‌های تاریخی بازار در دسترس، محاسبه می‌شوند. ارزش‌های تاریخی ممکن است در صفحه وب کنت فرنچ در دسترس باشد.
علاوه بر این، زمانی که SMB و HML تعریف شوند، ضرایب متناظر آن‌ها یعنی bs و bv به وسیلهٔ رگرسیون خطی تعیین می‌شوند و می توانند هر دو مقدار منفی و مثبت را اختیار کنند. مدل سه‌عاملی فاما-فرنچ، بیش از 90% بازده پرتفوهای متنوع شده را توضیح می‌دهد و این در مقابل 70 درصدی است که توسط CAPM توضیح داده می‌شود (درون نمونه). آن‌ها دریافتند که سایز کوچک، و نیز عوامل ارزشی، بالا بودن نسبت ارزش دفتری به ارزش بازار و سایر نسبت‌های مرتبط، بازده مثبت ایجاد می‌کنند. در بررسی β و سایز، آن‌ها دریافتند که بازده بالاتر، اندازه کوچک و بتای بالاتر، همگی با هم همبستگی دارند. سپس با در نظر گرفتن اندازه به عنوان متغیر کنترل، میزان بازده بابت بتا را تست کردند و رابطه ای پیدا نکردند. با فرض اینکه سهام در ابتدا با اندازه‌شان، تقسیم بندی شود، مشاهده می‌شود که قدرت پیش‌بینی بتا از بین می رود. آن‌ها سپس این موضوع را مورد بحث قرار دادند که آیا ممکن است با حفظ بتا، مدل شارپ-لینتنر-بلک به اشتباه در مدل آن‌ها احیا شود، و پی بردند که چنین امری بعید است.
گریفین نشان می‌دهد که عوامل فاما و فرنچ، خاص کشور هستند و نتیجه می‌گیرد که عوامل محلی، توضیح بهتری برای تفاوت در بازده سهام سری زمانی، نسبت به عوامل جهانی فراهم می‌کنند. برای همین، عوامل ریسک به روز شده ای برای دیگر بازارهای جهان، مثل انگلستان، آلمان و سوئیس وجود دارد. یوجین فاما و کنت فرنچ اخیر مدل را با عوامل ریسک محلی و جهانی برای چهار منطقه (شمال آمریکا، اروپا، ژاپن و آسیا-اقیانوسیه) مورد تجزیه و تحلیل قرار دادند و به این نتیجه رسیدند که عوامل محلی بهتر از عوامل جهانی برای پرتفوهای منطقه ای کار می‌کند. عوامل ریسک محلی و جهانی ممکن است در صفحه وب کنت فرنچ در دسترس باشد.
تعدادی از مطالعات گزارش کرده‌اند که وقتی مدل فاما-فرنچ را در بازارهای نوظهور (به انگلیسی: emerging market) به کار می برند، عامل ارزش دفتری به ارزش بازار، توانایی توضیح دهندگی خود را حفظ می‌کنند، اما عامل ارزش بازار سهام، عملکرد ضعیفی دارد. در یک مقالهٔ جدید Mramor, Foye , Pahor (2013)، یک مدل سه‌عاملی جایگزین را ارائه کرده‌اند که اجزای ارزش بازار سهام را با اصطلاح دستکاری حسابداری (به انگلیسی: accounting manipulation) جایگزین می‌کند.